# アストロンベルト
『アストロンベルト』は、パイオニアの協力を得て1983年5月にセガが開発・発売したアーケードゲーム。ジャンルはシューティングゲーム。海外ではバリーミッドウェイが販売した。

## 概要
1982年9月の第20回アミューズメントマシンショーで試作機が初披露され、1983年4月に日本で出荷された、世界初のレーザーディスクゲーム。なお、北米初のLDゲームである『ドラゴンズレア』は1983年7月にアメリカでリリースされており、世界的には本ゲームに次ぐ2例目のLDゲームである。
レーザーディスクの映像を背景に用い、水平解像度350本、画素数約32万と高画質で、摩耗が無いため長寿命、ランダムアクセス機能を持つのが特徴だった。CPUは8ビット、120個のLSIを使用。使用されているゲーム背景の映像は『宇宙からのメッセージ』と『宇宙刑事ギャバン』からの流用である。
敵の宇宙船を破壊しながら宇宙基地に侵入し、司令艦を破壊する。画面に表示されているタイマーが0になると、ライフ制となる。得点によって自機が増える。進行により自動的に10点ずつ得点が入るほか、敵のUFOを破壊すると高得点が得られる。自機が全部破壊されるとゲームオーバーとなる。全部で13場面がある。

## 移植
- MSX - パイオニアが同社製MSX＋LDプレイヤー用のゲームとして発売した。他社製MSXで使うにはほかに専用のインターフェースユニットが必要。MSX2以降では動作保証なし。